# Osadniki (Otłowiec)
Osadniki – część wsi Otłowiec w Polsce, położona w województwie pomorskim, w powiecie kwidzyńskim, w gminie Gardeja.
W latach 1975–1998 Osadniki administracyjnie należały do województwa elbląskiego.